# Fallon (Haute-Saône)
Fallon település Franciaországban, Haute-Saône megyében. Lakosainak száma 308 fő (2022. január 1.). Fallon Mélecey, Abbenans, Bournois, Grammont és Les Magny községekkel határos.

## Népesség
A település népességének változása:
| Lakosok száma | 294  | 299  | 308  | 313  | 311  | 309  | 311  | 309  | 308  |
|               | 2013 | 2015 | 2016 | 2017 | 2018 | 2019 | 2020 | 2021 | 2022 |